# Na każdy temat
Na każdy temat – talk-show emitowany w polskim kanale telewizyjnym Polsat od 6 października 1993 do lutego 2002. Pierwszym prowadzącym był Andrzej Woyciechowski, zaś od 1995 długoletnim gospodarzem programu był Mariusz Szczygieł, który zaczął prowadzić go jeszcze w czasie trwania wiosennej serii (początkowo jako zastępca Woyciechowskiego). Pod koniec show prowadzili wspólnie Beata Sadowska i Wiesław Kot.
Był to pierwszy talk-show w polskiej komercyjnej telewizji poruszające kontrowersyjne tematy, często również tematy pozostające tabu. W programie tym po raz pierwszy padło słowo „orgazm” w polskiej telewizji.
Gośćmi programu byli m.in. ludzie mający niecodzienne historie i niepopularne poglądy, a także kontrowersyjne postaci, np. młodzież z domów poprawczych, pedofil, mordercy i prostytutka. Goście programu otrzymywali wynagrodzenie w wysokości 50 zł. Poszukiwaniem gości do programu zajmowały się Dorota Grabińska i Natalia Adaszyńska. Gośćmi programu byli także celebryci i osobowości medialne, m.in. Krystyna Loska, Alicja Resich-Modlińska, Hanka Bielicka, Nina Terentiew, Elżbieta Penderecka, Bogusław Kaczyński, Małgorzata Domagalik (w loży komentatorskiej), Violetta Villas, Andrzej Rosiewicz, Janusz Korwin-Mikke, Grażyna Torbicka, Andrzej Grabowski (aktor), Jolanta Kwaśniewska, Tomasz Lis, Agnieszka Maciąg, Tomasz Raczek, Waldemar Goszcz, Anna Patrycy, Hubert Urbański, Wojciech Jagielski (ur. 1963), Jerzy Urban, Marek Krukowski, Katarzyna Korpolewska, Kora (wokalistka) - obie gościły w loży komentatorskiej; Sophia Loren, Jacek Santorski, Magda Gessler, Paweł Kukiz, Katarzyna Lengren (zasiadająca w loży komentatorskiej) czy Krzysztof Skiba.
W 1997 ukazała się książka pt. Na każdy temat. Talk show telewizyjny do czytania jako książka, której autorami byli Mariusz Szczygieł i Witold Orzechowski. W 2023 Szczygieł opowiedział o kulisach powstawania programu w książce Kamila Bałuka pt. Dawno temu w telewizji.